# Nimos
Nimos (griechisch Νίμος (f. sg.)) ist die größte unbewohnte griechische Insel der Gemeinde Symi in der Region Südliche Ägäis.

## Lage
Nimos liegt am Ausgang des Dorischen Golfs (Κόλπος της Δωρίδος, auch Golf von Hisarönü, türkisch Hisarönü Körfezi) und wird im Südwesten durch eine etwa 150 m schmale Meerenge von Symi getrennt. Die Entfernung zur kleinasiatischen Küste beträgt nach Norden und Osten etwa 9 km, nach Westen 14 km. Die Küstenlinie ist im Norden stark zerklüftet, die höchste Erhebung erreicht 363 m. Der Pflanzenbewuchs ist spärlich und wird von den typischen Vertretern der Phrygana bestimmt.

## Geschichte
Auf Nimos konnten Spuren menschlicher Besiedelung von der Jungsteinzeit (4. Jahrtausend v. Chr.) bis in die mykenische Zeit (etwa 1600–1050 v. Chr.) nachgewiesen werden. Aus hellenistischer Zeit existieren turmähnliche Strukturen, sogenannte Kastra (Κάστρα). 
Die Insel war 1971 noch von sechs Schäfern bewohnt. Heute werden während der Sommermonate Ausflüge aus Symi zu den Stränden und der Kirche Panagia tis Apokoui (Παναγία της Αποκουή) angeboten. 
| Jahr      | 1947 | 1951 | 1961 | 1971 | 1981 | 1991 | 2001 | 2011 |
| Einwohner | -    | 18   | -    | 6    | -    | -    | -    | 0    |

## Naturschutz
Zusammen mit der Ostseite von Symi sowie weiteren kleinen Inseln ist Nimos im Natura-2000-Netz der Europäischen Union als GR 4210025 Anatolika Tmima nisou Symis & Nisides (Ανατολικό Τμήμα νήσου Σύμης & Νησίδες Κούλουνδρος-Σεσκλί-Τρουμπέτο-Μαρμαράς-Καραβαλονήσι-Μεγαλονήσι-Γιαλεσίνο-Οξεία-Χόνδρος-Πλάτη-Νίμος) integriert und zugleich als Europäisches Vogelschutzgebiet bzw. als IBA („Important Bird Area“)-Gebiet GR 169 Nisos Symi kai gitonikes Nisides (Νήσος Σύμη και γειτονικές νησίδες) eingestuft.